# Баров Євген Ігорович
Євген Ігорович Баров (нар. 2 липня 1948, с. Петриків Тернопільського району Тернопільської області) — український радіожурналіст, публіцист. Син Ігоря Барова. Заслужений журналіст України (2004). Член НСЖУ (1981).

## Життєпис
Закінчив факультет журналістики Львівського університету (1979, нині національний університет).
Працював у м. Тернопіль: робітником заводу «Електроарматура» (нині ВО «Ватра»), галантерейної фабрики «Подолянка».
Від 1968 — в редакції Тернопільського обласного радіо: звукооператор, технік облтелерадіокомбінату, кореспондент редакції вістей (1974). Від 1986 — власний кореспондент Українського радіо (нині Національна радіокомпанія) в Тернопільській області.
Автор і ведучий інформаційно-музичної передачі «А у нас, на Тернопіллі» на каналі «Промінь» Українського радіо (1992-2006, у прямому ефірі — понад 500 передач). Автор статей у місцевій пресі, слів до пісень, зокрема, Василя Дунця «Запізніла любов», «Сонячні веснянки» та інших.

## Відзнаки
- секретаріату НСЖУ,
- Міністерства надзвичайних ситуацій,
- «Людина року» на Тернопільщині ( 2008).